# Y además es imposible (single)
«Y además es imposible» es el sencillo adelanto del sexto álbum de estudio de la banda grandadina Los Planetas, Los Planetas contra la ley de la gravedad. 
En el tema principal colabora con su voz Irantzu Valencia del grupo donostiarra La Buena Vida.
Un metro cuadrado es una versión de Vainica Doble en la que colaboran Nacho Vegas y Guille Mostaza del dúo Ellos.
Fue el primer sencillo del grupo en lograr el puesto número 1 en la lista española de ventas.

## Lista de canciones
1. «Y además es imposible» 3:46
2. «Vuelve el rock mesiánico» 05:51
3. «Un metro cuadrado» 03:08

Existe una versión promocional que recoge sólo el tema Y además es imposible.

## Reediciones
En 2005 se incluyó, en formato CD, en la caja Singles 1993-2004. Todas sus caras A / Todas sus caras B (RCA - BMG). El cofre se reeditó, tanto en CD como en vinilo de 10 pulgadas, por Octubre / Sony en 2015.

## Videoclip
El vídeo promocional fue dirigido por Max para La Periférica Producciones.
Está disponible en el DVD Principios básicos de Astronomía (Octubre - Sony Music Entertainment 2009).